# Frank Kalter
Frank Kalter (* 1964 in Koblenz) ist ein deutscher Soziologe.

## Leben und Forschung
Frank Kalter studierte an der Universität zu Köln Mathematik und Sozialwissenschaften und schloss 1990 das Studium mit dem ersten Staatsexamen ab. Seine anschließende Promotion in den Sozialwissenschaften machte er an der Universität Mannheim und wurde dabei von Hartmut Esser betreut. Seine Dissertation wurde 1997 unter dem Namen „Wohnortwechsel in Deutschland: Ein Beitrag zur Migrationstheorie und zur empirischen Anwendung von Rational-Choice-Modellen“ publiziert. Er habilitierte 2002 an der Universität Mannheim im Fach Soziologe. 
2004 wurde er an die Universität Leipzig auf einen Lehrstuhl für Soziologie berufen, wo er bis 2009 tätig war. Dann folgte er einem Ruf zurück an die Universität Mannheim und ist dort seit April 2009 Professor für allgemeine Soziologie.
Bei der Gründung 2017 des Deutschen Zentrums für Integrations- und Migrationsforschung (DeZIM) war Frank Kalter von Mannheimer Seite federführend eingebunden. Er repräsentiert seitdem das Mannheimer Zentrum für Europäische Sozialforschung als eines der eingebunden wissenschaftlichen Instituten in der DeZIM und ist ein Gründungsvorstand.
Sein Forschungsschwerpunkt liegt bei der Migration und Integration ethnischer Minderheiten. Daneben beschäftigt er sich mit der formellen Modellierung sozialer Prozesse und im Bereich quantitative Sozialforschung.

## Akademische Funktionen
- Mitglied im Wissenschaftsrat (seit 2024)[4]
- SOEP Survey Rat (seit 2022)[5]
- Direktor Deutsches Zentrum für Integrations- und Migrationsforschung (DeZIM) zusammen mit Naika Foroutan als Doppelspitze (seit 2017)[6]
- Direktor des Mannheimer Zentrums für Europäische Sozialforschung (2014–2017)[7]
- Präsident der Europäische Akademie für Soziologie (2011–2015)[8]
- Mitglied im Expertenrat Demografie des Bundesinnenministeriums[9]

## Publikationen (Auswahl)
- Frank Kalter: Wohnortwechsel in Deutschland: Ein Beitrag zur Migrationstheorie und zur empirischen Anwendung von Rational-Choice-Modellen. VS Verlag für Sozialwissenschaften, Wiesbaden 1997, ISBN 978-3-663-11887-9, doi:10.1007/978-3-663-11886-2.
- Nadia Granato, Frank Kalter: Die Persistenz ethnischer Ungleichheit auf dem deutschen Arbeitsmarkt: Diskriminierung oder Unterinvestition in Humankapital? In: KZfSS Kölner Zeitschrift für Soziologie und Sozialpsychologie. Band 53, Nr. 3, September 2001, ISSN 0023-2653, S. 497–520, doi:10.1007/s11577-001-0076-4.
- Frank Kalter: Auf der Suche nach einer Erklärung für die spezifischen Arbeitsmarktnachteile von Jugendlichen türkischer Herkunft / In Search of an Explanation for the Specific Labor Market Disadvantages of Second Generation Turkish Migrant Children: Zugleich eine Replik auf den Beitrag von Holger Seibert und Heike Solga: „Gleiche Chancen dank einer abgeschlossenen Ausbildung?“ (ZfS 5/2005) / Simultaneously a Comment on the Contribution of Holger Seibert and Heike Solga (ZfS 5/2005). In: Zeitschrift für Soziologie. Band 35, Nr. 2, 1. April 2006, ISSN 2366-0325, S. 144–160, doi:10.1515/zfsoz-2006-0204.
- Clemens Kroneberg, Frank Kalter: Rational Choice Theory and Empirical Research: Methodological and Theoretical Contributions in Europe. In: Annual Review of Sociology. Band 38, Nr. 1, 11. August 2012, ISSN 0360-0572, S. 73–92, doi:10.1146/annurev-soc-071811-145441.
- Frank Kalter, Anthony F. Heath, Miles Hewstone, Jan O. Jonsson, Matthijs Kalmijn, Irena Kogan, Frank van Tubergen, Clemens Kroneberg, Linus Andersson Rydell, Sara Brolin Låftman, Jörg Dollmann, Per Engzell, Sara Geven, Andreas Horr, Lou Huuva, Konstanze Jacob, Eva Jaspers, Hanno Kruse, Meenakshi Parameshwaran, Frida Rudolphi, Zerrin Salikutluk, Sanne Smith, Pascale van Zantvliet: Children of Immigrants Longitudinal Survey in Four European Countries (CILS4EU). Version 3.3.0. GESIS Datenarchiv, Köln 2017, doi:10.4232/cils4eu.5353.3.3.0.